# Iso Lapinjärvi (sjö i Tuusniemi, Norra Savolax)
Iso Lapinjärvi är en sjö i kommunen Tuusniemi i landskapet Norra Savolax i Finland. Sjön ligger 101,9 meter över havet. Den är 13 meter djup. Arean är 57 hektar och strandlinjen är 3,92 kilometer lång. Sjön  ingår i Vuoksens huvudavrinningsområde.   Den ligger omkring 36 kilometer öster om Kuopio och omkring 360 kilometer nordöst om Helsingfors. 